# ماركو غويدا
ماركو غويدا (بالإنجليزية: Marco Guida) هو حكم كرة قدم إيطالي، مواليد 7 يونيو 1981. يُدير مباريات في الدوري الإيطالي الدرجة الأولى. وهو حكم في الاتحاد الدولي لكرة القدم (فيفا) منذ عام 2014، ويُصنف كحكم من فئة النخبة في الاتحاد الأوروبي لكرة القدم.